# Cernișoara
Cernișoara là một xã thuộc hạt Vâlcea, România. Dân số thời điểm năm 2002 là 4019 người.